# 什利謝利堡
59°57′N 31°02′E / 59.950°N 31.033°E
什利謝利堡 （俄语：Шлиссельбу́рг，羅馬化：Shlisselburg，IPA：[ʂlʲɪsʲɪlʲˈburk]，施吕瑟尔堡）是俄羅斯列寧格勒州的城市，位於涅瓦河自拉多加湖流出之處、東距聖彼得堡41公里、基洛夫斯克8公里。2002年人口12,401。
1323年由莫斯科大公尤里·達尼洛維奇建立，時稱奥列舍克（Оре́шек，羅馬化：Oreshek，直譯：「小核桃」）。1611至1702年受瑞典統治，稱讷特堡（瑞典語：Nöteborg，皆為「小核桃」的意思）。彼得大帝把該市名稱改成現名，取德语「鑰匙」（Schlüssel）的意思。1780年設市。1944至1992年稱為彼得羅科列波斯特（Петрокрепость，羅馬化：Petrokrepost，直译：「彼得要塞」）。其城堡和舊市區為聖彼得堡歷史中心及其相關古蹟群（世界文化遺產）一部份。